# Хишткупрук
Хишткупрук (тадж. Хишткӯпрук) — село в Хатлонской области Республики Таджикистан. 
Входит в состав джамоата (сельской общины) им. Носира Хусрава Кубодиёнского района.
Находится на расстоянии ок. 1 км центра джамоата и района (пгт. Кубодиён).
Население — 2560 чел. (2017).